# Ali Munsterhjelm

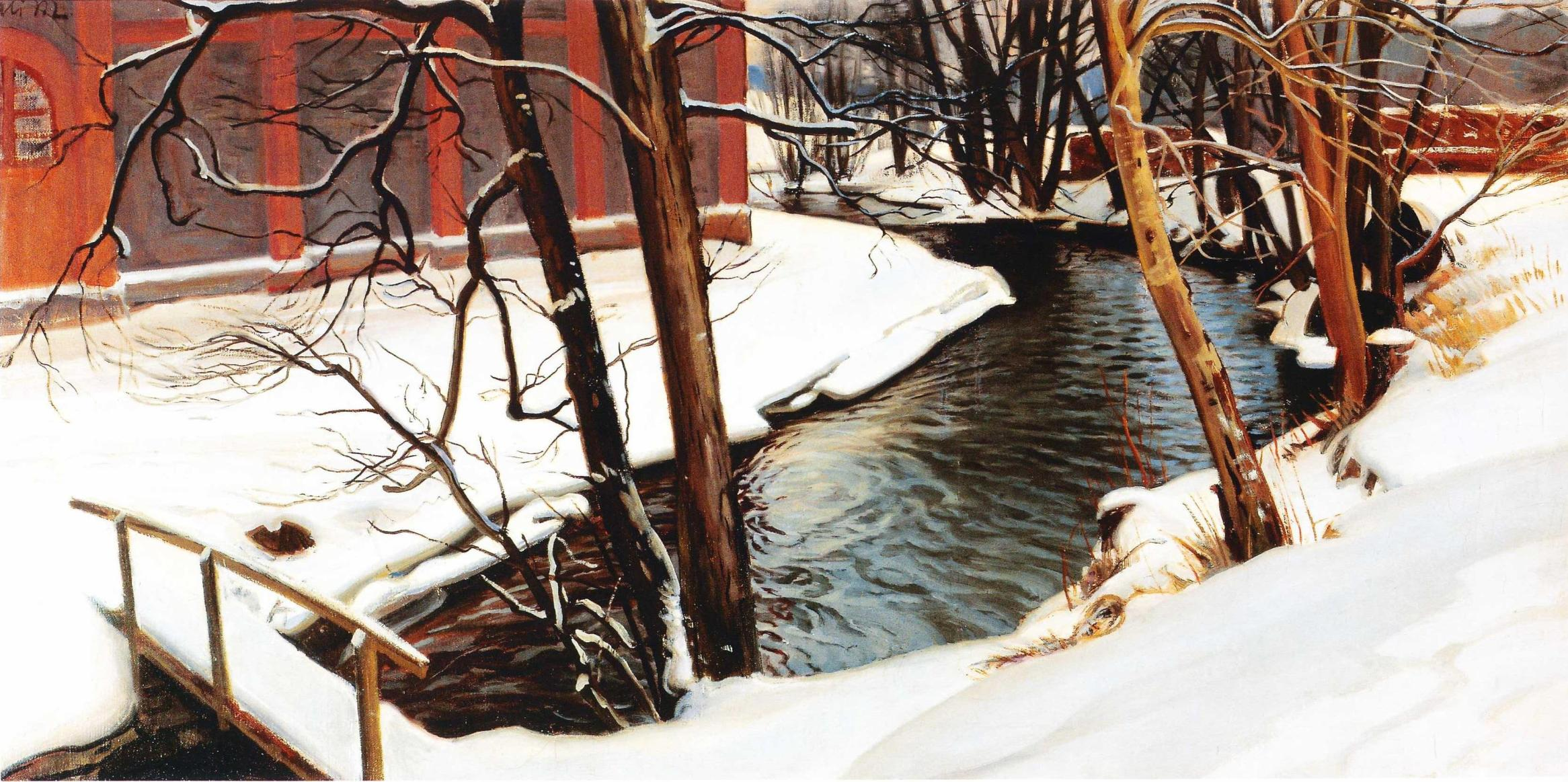
Ån i Fiskars.

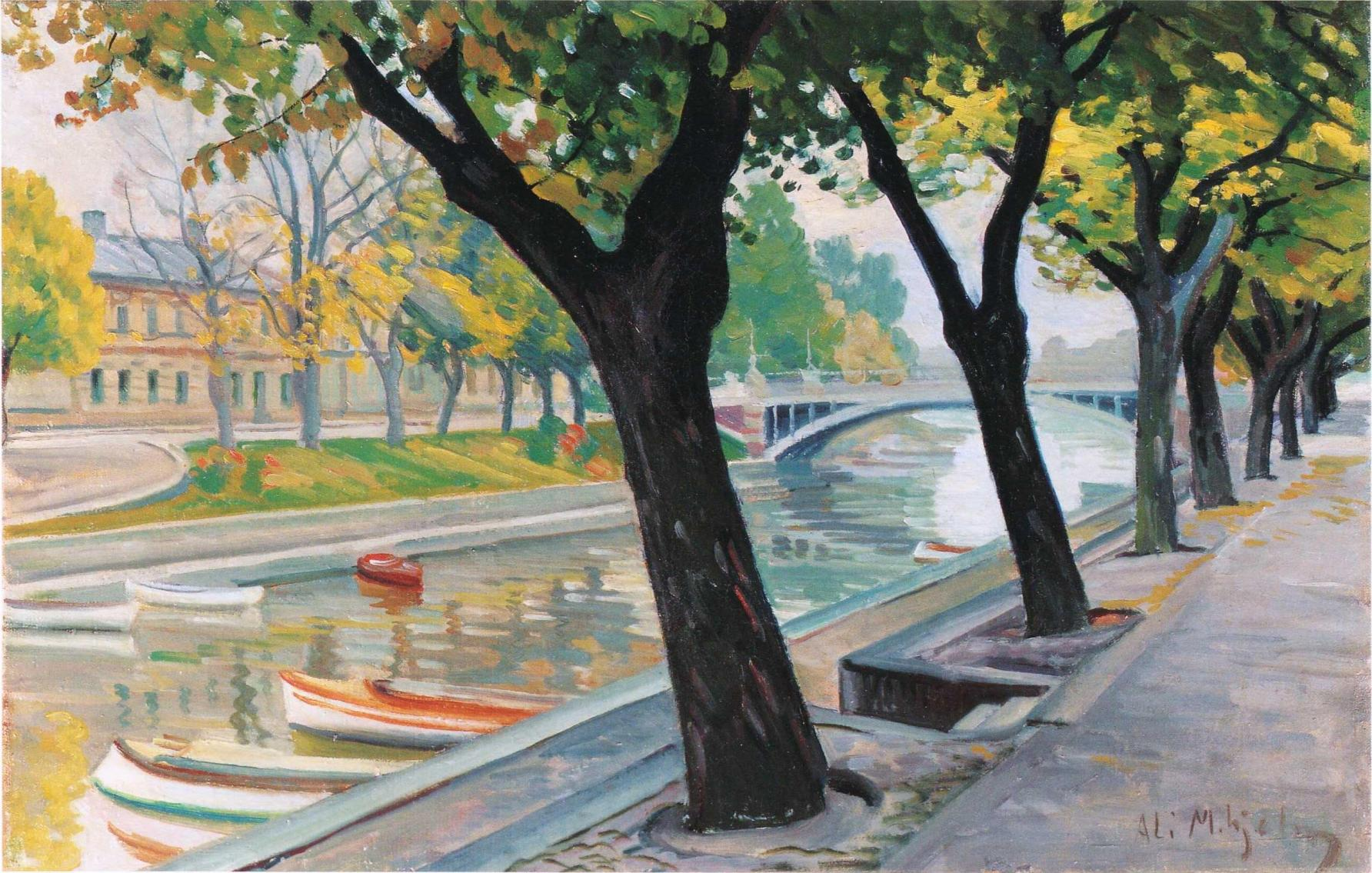
Aura.

Alarik (Ali) Gustaf Waldemar Munsterhjelm, född 12 mars 1873 i Tulois, död 17 mars 1944 i Tavastehus, var en finländsk målare. Han var brorson till Hjalmar Munsterhjelm och far till Erik Munsterhjelm.
Ali Munsterhjelm utövade efter studier i Helsingfors och Paris med framgång målarkonsten samt ägnade sig särskilt åt landskapsmåleri.